# Stadtturm (Helmarshausen)

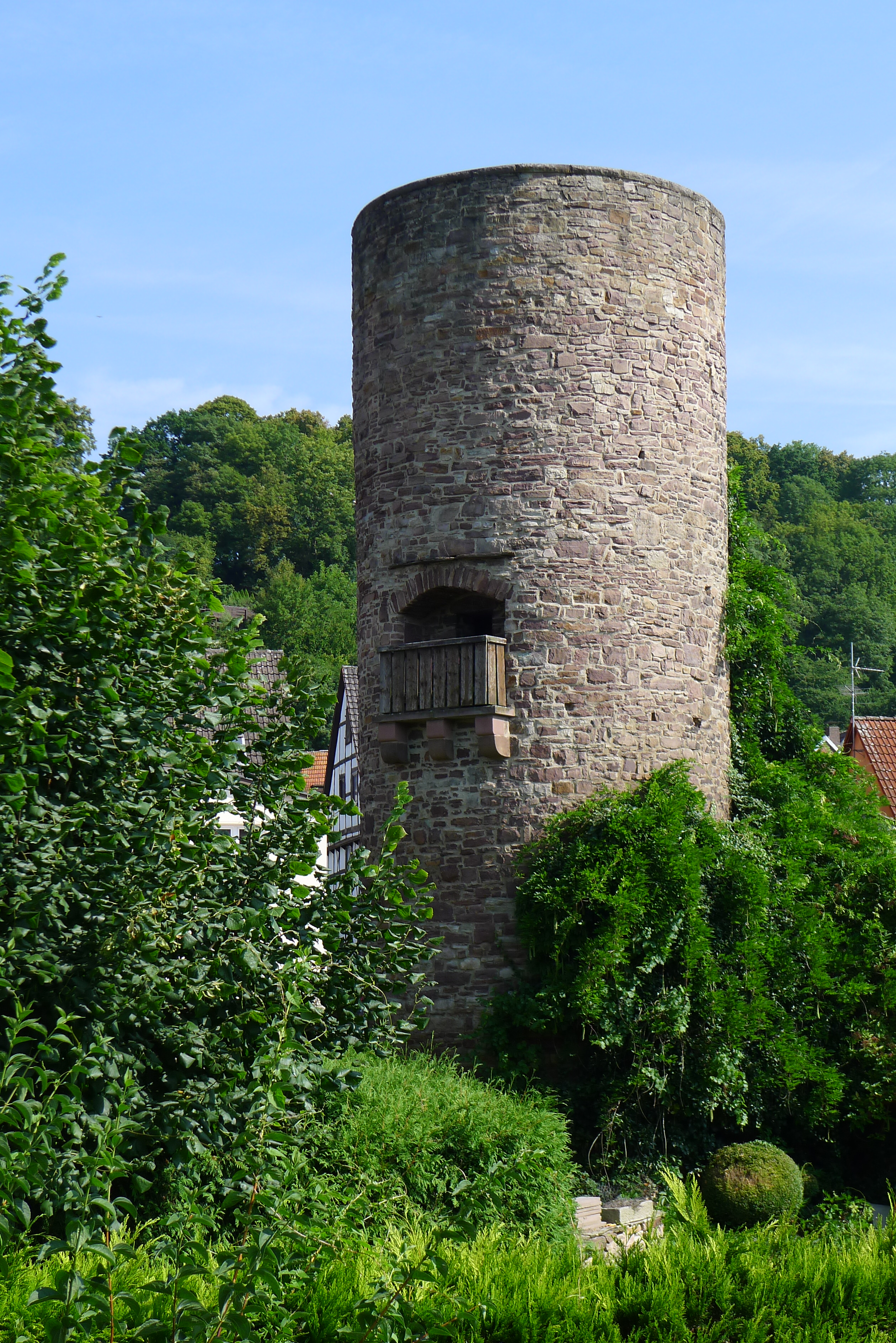
Stadtturm in Helmarshausen

Der Stadtturm in Helmarshausen, einer ehemaligen Stadt und heutigem Ortsteil der Kurstadt Bad Karlshafen im Landkreis Kassel in Nordhessen, wurde als Teil der mittelalterlichen Stadtbefestigung errichtet. Der ehemalige Wehrturm an der Steinstraße ist ein geschütztes Kulturdenkmal.
Der Rundturm aus Bruchsteinmauerwerk hat seinen hochliegenden Eingang mit profiliertem Sandstein-Gewände erhalten. 